# 包玉刚故居
29°56′14″N 121°37′32″E / 29.937219°N 121.625469°E
包玉刚故居，或称包玉刚旧居、包氏故居，位于中国浙江省宁波市镇海区庄市街道钟包村东七房，是世界船王包玉刚的出生地与少年时居所，也是包氏在宁波镇海的故居。2017年1月13日，包玉刚故居成为浙江省文物保护单位。

## 简介
始建于清乾隆年间，为典型江南风格的五间两弄两轩两明堂，砖木结构的两层坐北朝南瓦房。邵逸夫于1918年11月10日于此出生。临近的有包玉刚出资建设的宁波大学与其出资重建的中兴中学，香港影视大亨、慈善家邵逸夫故居亦与其相近。
包玉刚在1984年到1989年间，曾6次回家乡探访故居。

## 现状
包玉刚故居原址现为纪念馆，1989年镇海区政府拨款修缮老屋，内陈设部分照片与包玉刚先生曾经使用的私人物品。

## 图库

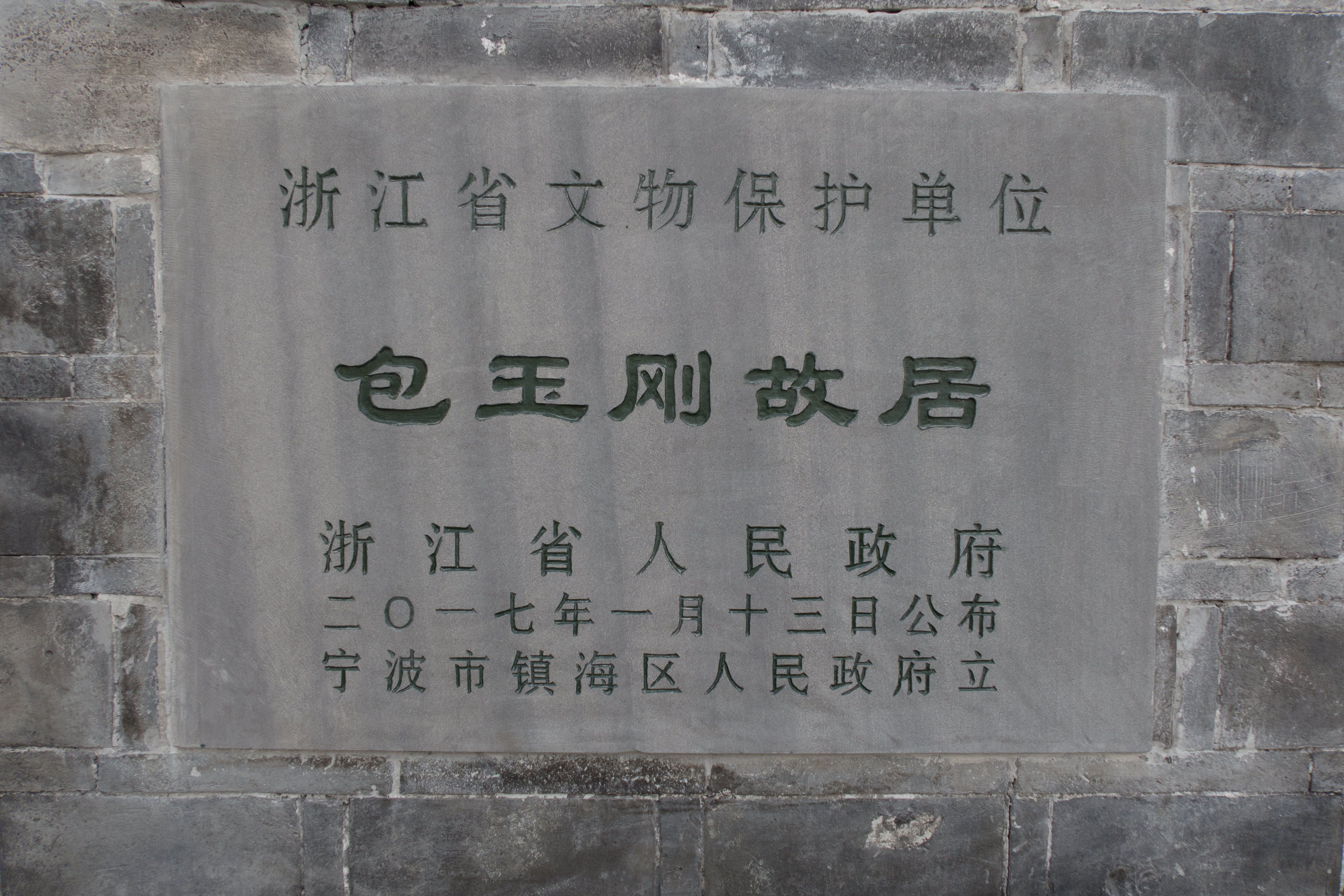
省级文物保护单位标志
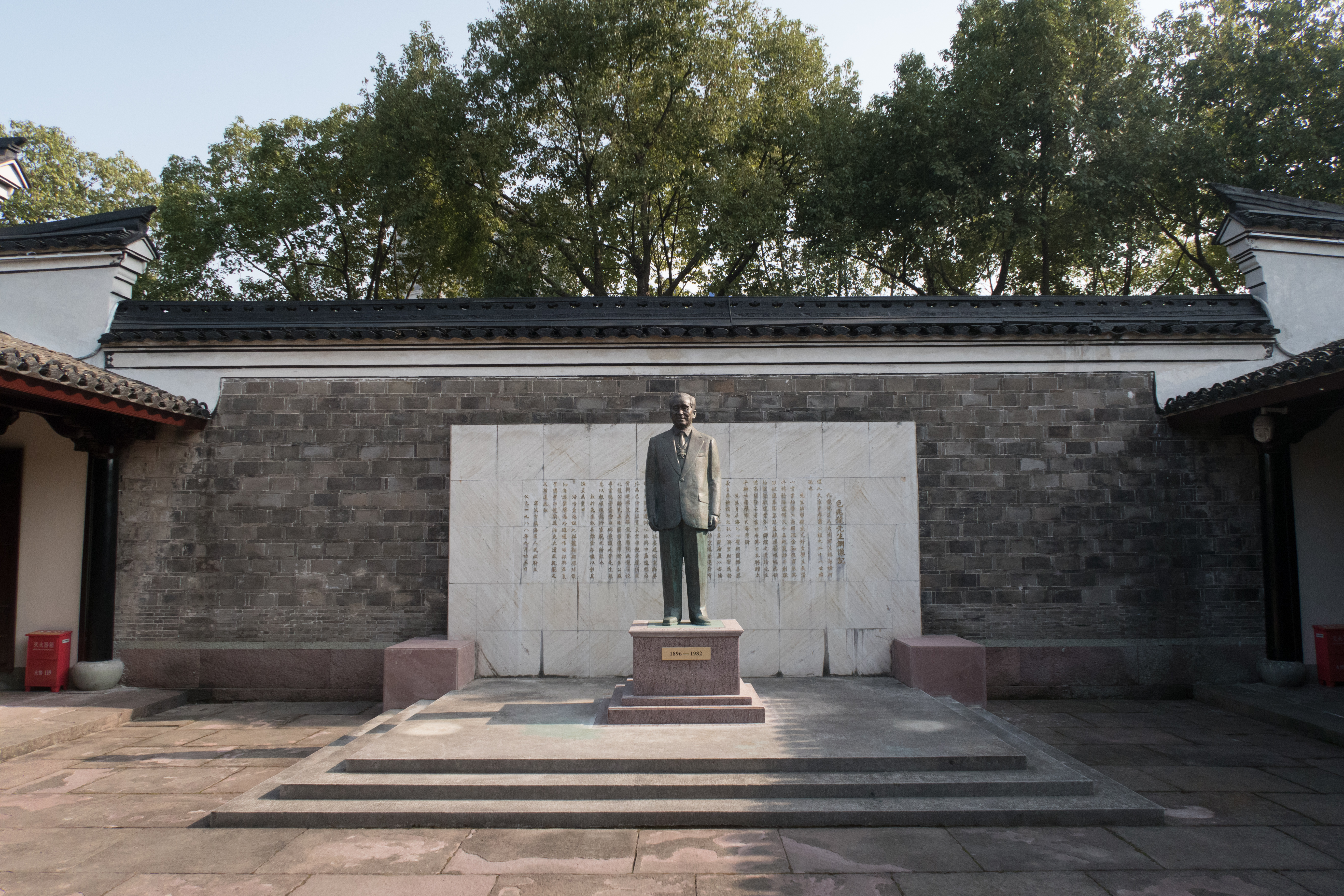
包兆龙铜像
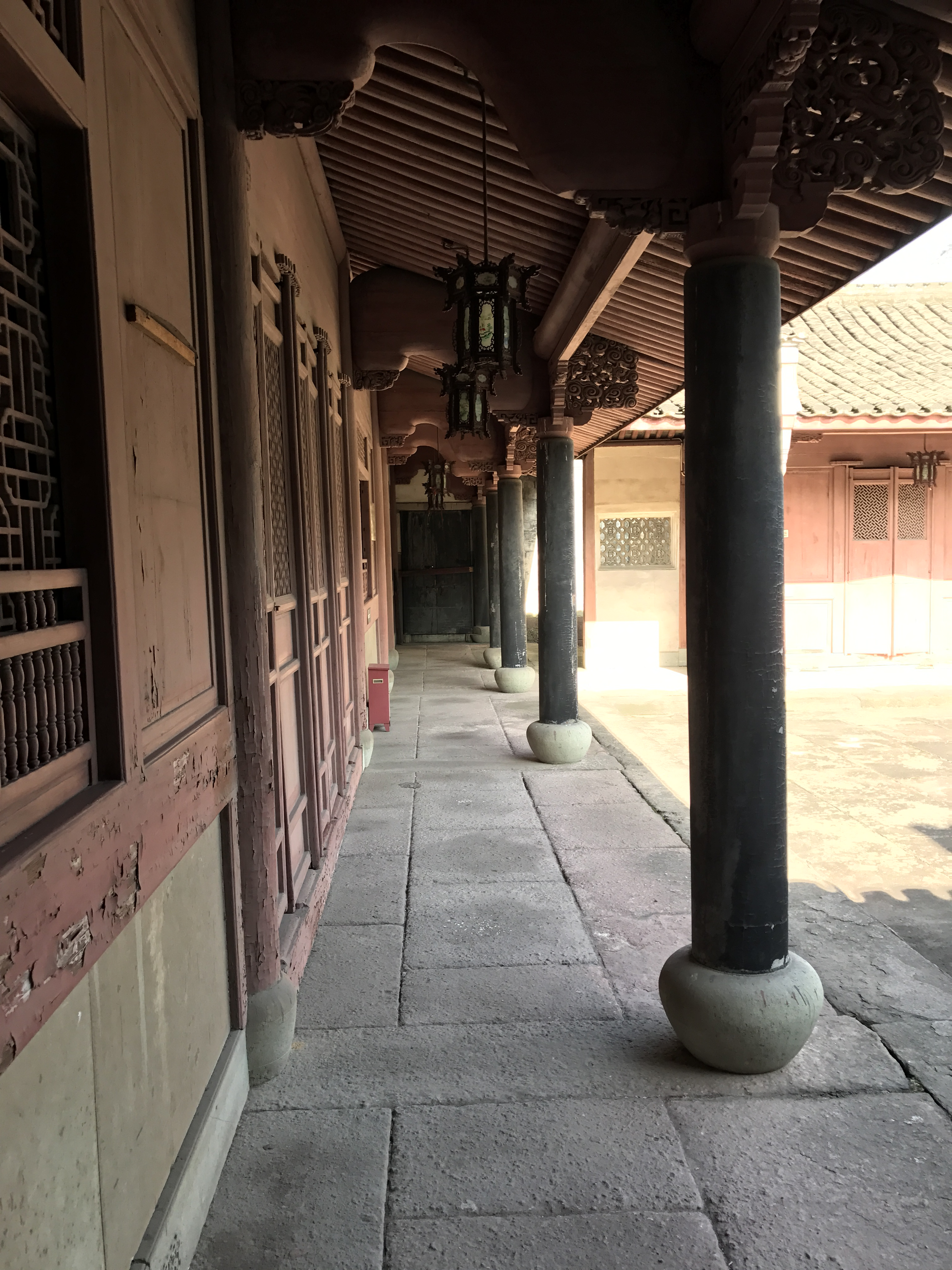
故居内部走廊
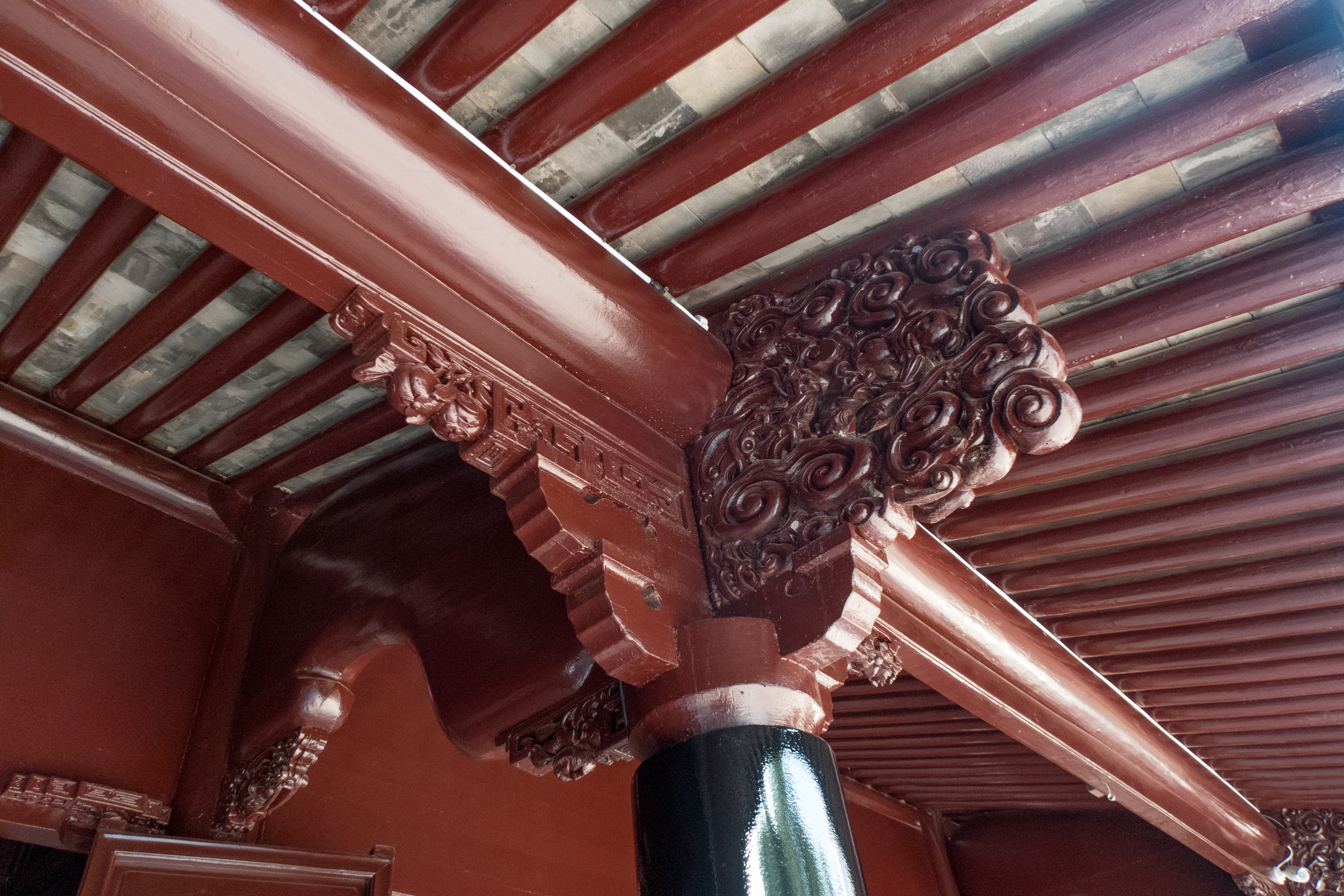
建筑牛腿装饰
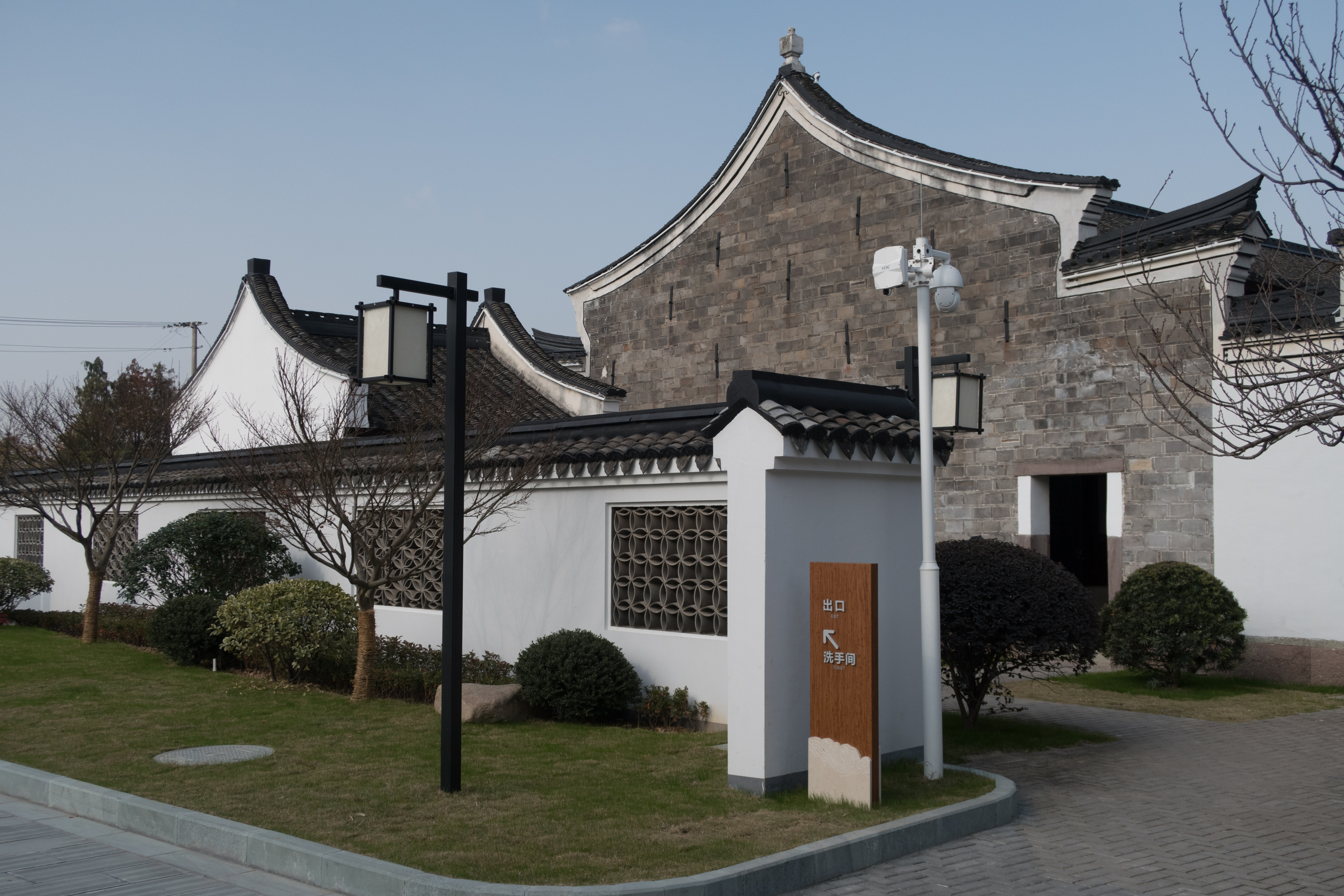